# Machang (köpinghuvudort i Kina, Jiangsu Sheng, lat 34,08, long 119,02)
Machang är en köpinghuvudort i Kina. Den ligger i provinsen Jiangsu, i den östra delen av landet, omkring 220 kilometer norr om provinshuvudstaden Nanjing. Antalet invånare är 53 281. Befolkningen består av 27 129 kvinnor och 26 152 män. Barn under 15 år utgör 19,0 %, vuxna 15-64 år 70 %, och äldre över 65 år 10,0 %.